# Salihler, Akçakale
Salihler là một xã thuộc huyện Akçakale, tỉnh Şanlıurfa, Thổ Nhĩ Kỳ. Dân số thời điểm năm 2011 là 496 người.